# Driss M’Hammedi
Driss M’Hammedi (arabisch إدريس محمدي, DMG Idrīs Muḥammadī; * 30. März 1912 in Fès; † 9. März 1969 in Meknès) war ein marokkanischer Politiker der Unabhängigkeitspartei (Parti de l’Istiqlal).

## Leben

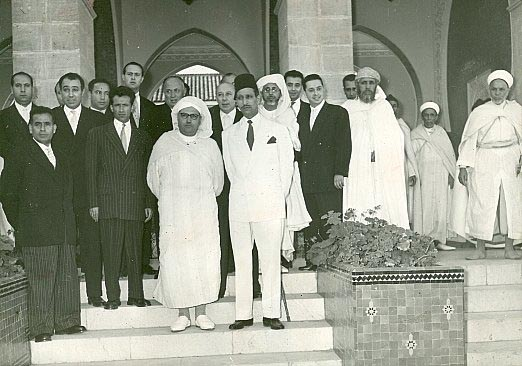
Das erste Kabinett Bekkai mit Driss M’Hammedi (vorne links)

Driss M’Hammedi, der Mitglied der der Unabhängigkeitspartei (Parti de l’Istiqlal) war, war zwischen dem 7. Dezember 1955 und dem 26. Oktober 1956 Staatsminister (Ministre d’État) in der ersten Regierung Marokkos, die von Premierminister Mubarek Bekkai gebildet wurde. Im Anschluss bekleidete er im Kabinett Bekkai vom 26. Oktober 1956 bis zum 16. April 1958 das Amt des Innenministers (Ministre de l’Intérieur). Das Amt des Innenministers übernahm er zwischen dem 24. Dezember 1958 und dem 21. Mai 1960 im Kabinett von Premierminister Abdallah Ibrahim.
Im Anschluss übernahm M’Hammedi in der Königlichen Regierung von König Mohammed V. am 27. Mai 1960 von Abdallah Ibrahim das Amt als Außenminister (Ministre des Affaires étrangères), das er vom 26. Mai bis zum 2. Juni 1961 auch in der Königlichen Regierung von König Hassan II. innehatte. Zuletzt war er zwischen 1965 und seinem Tode 1969 Generaldirektor des Königlichen Kabinetts.